# 5 Pułk Piechoty Królestwa Prus

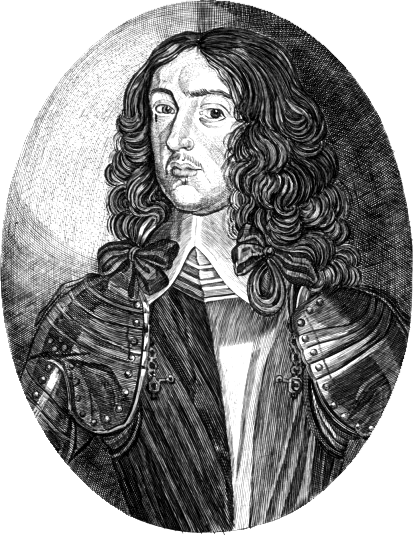
Bogusław Radziwiłł

5 Pułk Piechoty Królestwa Prus - pułk piechoty staropruskiej, sformowany w 1655 jako pułk piechoty Brandenburgii-Prus, państwa istniejącego na mapie Europy w latach 1618-1701.

## Szefowie pułku

### Przed powstaniem Królestwa
- 1655 Jonas Casimir Frhr. zu Eulenburg
- 1667 książę Bogusław Radziwiłł
- 1670 Karl Emil
- 1674 Hans Adam v. Schöning

### Po powstaniu Królestwa
- 1707 Georg Abraham v. Arnim
- 1731 21.09. Generalleutnant Jakob v. Bechefer
- 1732 06.02. Generalleutnant Christoph Heinrich v. d. Goltz
- 1739 10.04. Oberst Johann Heinrich v. Wedell
- 1742 05.07. Oberst Anselm Christoph v. Bonin
- 1755 07.06. Ferdinand v. Braunschweig
- 1766 12.12. Friedrich Christoph v. Saldern
- 1785 06.04. Christian August v. Lengefeld
- 1789 26.08. Ludwig Carl v. Kalckstein
- 1800 20.11. Franz Kasimir v. Kleist